# Hexanal
El hexanal es un aldehído con fórmula molecular C6H12O.
Utilizado en la industria de los aromas para producir sabores frutales. Su aroma se asemeja a la hierba recién cortada.